# Maurice Bouton
Maurice Bouton, francoski veslač, * 24. februar 1892, † 15. junij 1965. 
Bouton je na Olimpijskih igrah za Francijo prvič nastopil na Poletnih olimpijskih igrah 1920. Takrat je v dvojcu s krmarjem osvojil srebrno medaljo.  
Tudi na Poletnih olimpijskih igrah 1924 v Parizu je za Francijo osvojil srebrno medaljo, takrat kot veslač dvojca brez krmarja. 